# 워킹엄

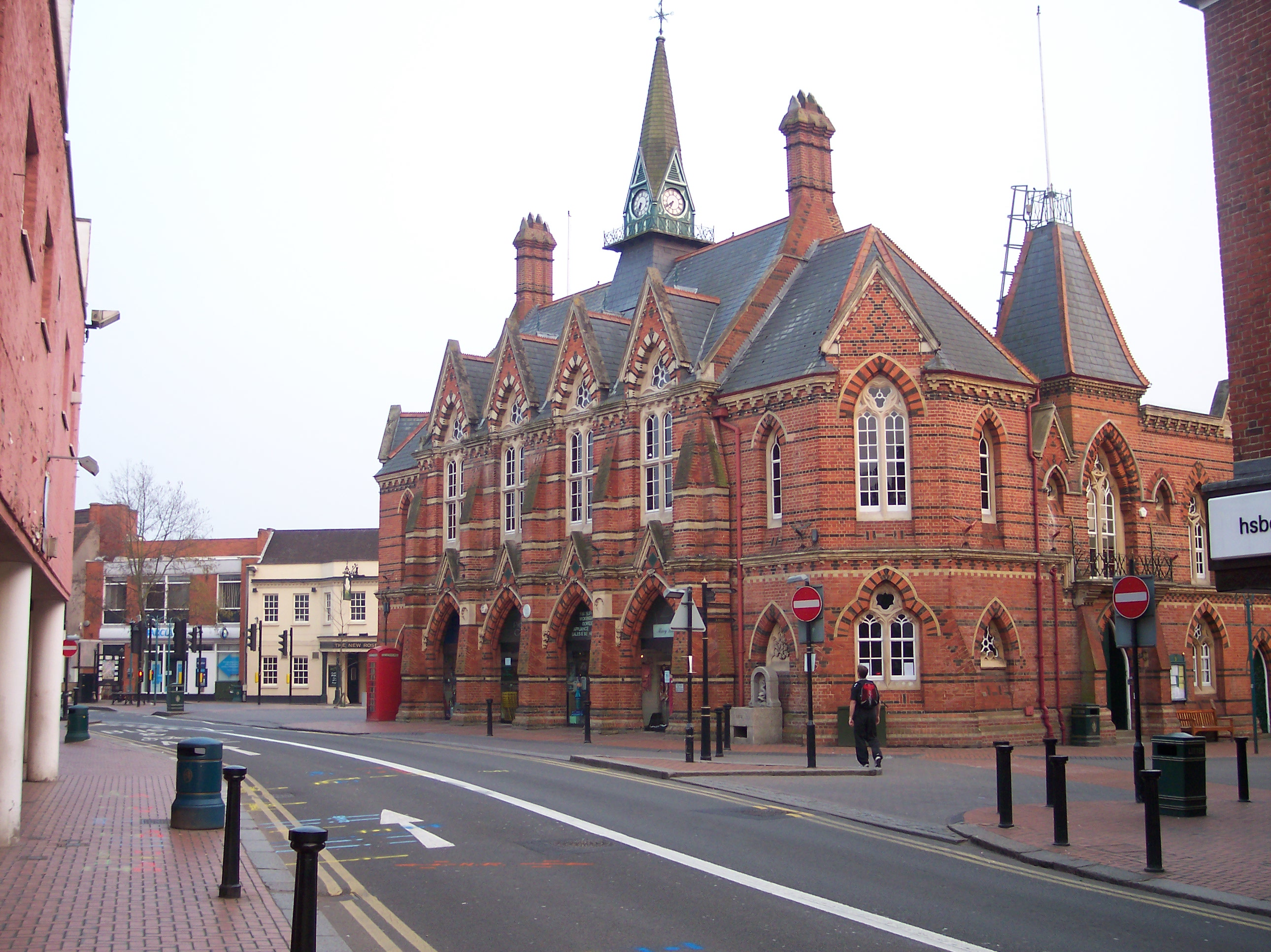
워킹엄

워킹엄(Wokingham)은 잉글랜드 버크셔주에 위치한 도시이다. 인구는 30,403명이다. 런던에서 서쪽으로 60km, 레딩에서 남동쪽으로 11km, 캠벌리에서 북쪽으로 13km, 브랙넬에서 서쪽으로 6km 떨어진 영국 버크셔에 있는 시장 도시이자 시민 교구이다. 이곳은 더 넓은 워킹엄 자치구의 주요 행정 중심지이다.